# Академія туризму Анталії
Академія туризму Анталії (англ. Academy of Tourism Antalya) — вищий навчальний заклад в Туреччині з навчанням російською та англійською мовами. Ліцензована Міністерством освіти Туреччини і має акредитацію Освітнього Інституту Асоціації Готелів США (AH & LA). Система навчання побудована на основі освітніх програм EI-AHLA [Архівовано 7 липня 2020 у Wayback Machine.], BKF.

## Загальні відомості
Академія туризму Анталії (EDUANT), до складу якої входить Ozel Antalya International College of Tourism " була заснована в 2000 році, це один з перших навчальних закладів у Туреччини, який почав набір студентів для навчання російською мовою з країн СНД. По закінченні навчання після двох років в Анталії і одного року в Європі, студентам присвоюється ступінь бакалавра.
Фірмові кольори — білий, блакитний, жовтий — були обрані загальним голосуванням студентів у 2004 році.
Навчальний центр Академії розташовується в Туреччині, в місті Анталія.

## Новий кампус
У 2015 році був побудований новий кампус, оснащений навчальними корпусами площею понад 8000 м²; сучасним обладнанням та комп'ютерною технікою; лабораторіями для проведення практичних занять з біології, фізики та хімії; відкритим напіволімпійським басейном, закритим басейном; басейном з лікувальною морською водою; рестораном на 450 місць та кафетерієм; танцювальною студією і залом для дискотек; спортивним залом і фітнес-центром.

## Керівництво та викладацький склад
Ректор і засновник Академії: Zafer Bikkenoglu.
Викладачі Академії мають першу та вищу кваліфікаційну категорію, проходять щорічне підвищення кваліфікації, тестування. Відбір викладачів на вакантні місця здійснюється на конкурсній основі.

## Навчання
Навчання здійснюється за денною та заочною формами а також робота+навчання.
Термін навчання на базі 9 класів — 4 роки, на базі 11 класів — 3 роки, стажування в готелях 5 зірок протягом 6 місяців входить в строк навчання. Навчання платне, з можливістю виграти грант і отримати пільги.
Студентами Академії можуть стати випускники 9 та 11 класів, випускники середніх спеціальних та вищих навчальних закладів. Крім того, в Академії розроблена спеціальна програма для проходження стажувань в найбільших готелях Анталійського узбережжя на весь сезон.
Спеціальності, за якими ведеться навчання в Академії туризму в Анталії:
- «Туризм»
- «Готельний бізнес»
- «Ресторанний бізнес»
- «Економіка в Туризмі та Кейтерінг»
- «PR і маркетинг»
- «Організація масових заходів».

Навчання в Академії ведеться за російським і європейським стандартам. Реалізуються соціальні проекти, розроблені учнями, студентами і викладачами Академії: Міжнародна Олімпіада для школярів, Фестиваль туризму для юнацтва, конкурс казахських красунь «Казақ аруы Түркия», «Тотальний диктант», організація загальноміських свят, у яких беруть участь не тільки студенти, але і багато росіяни в Анталії.
Академія є членом міжнародної асоціації ATLAS, входить до списку шкіл гостинності Європи — Best Hospitality Schools in Europe (EURODIP), а також перебуває в членстві в Асоціації освіти в сфері туризму і гостинності (AMFORHT). У 2014 році Академія туризму стала сертифікованим центром прийому міжнародного іспиту з англійської мови TOEFL. Крім усього, Академія туризму Анталії, є асоційованим членом Всесвітньої туристичної організації при ООН (UNWTO).

## Співпраця
Академія туризму в Анталії активно співпрацює з Освітнім інститутом Асоціації готелів США, Будапештським інститутом суспільних зв'язків, бізнесу та мистецтва (BKF), Університетом Дербі (Велика Британія), Європейським Університетом EU (Іспанія), Міжнародним інститутом готельного менеджменту IMI (Швейцарія), Коледж Туран (KZ) (Казахстан), а також з більш ніж 200 навчальними закладами по всьому світу.

## Проживання
Іноземні студенти проживають на базі резиденції при Академії, де вони забезпечені всім необхідним для комфортного перебування і навчання. Підтримується постійний всебічний розвиток студентів — студія сучасних латиноамериканських танців, хіп-хопу, вокалу, гри на скрипці та фортепіано, секція карате, кунг-фу, футболу та волейболу.